# أندي ميلن (لاعب كرة قدم)
أندي ميلن (بالإنجليزية: Andy Millen)‏ هو لاعب كرة قدم بريطاني في مركز الدفاع، ولد في 10 يونيو 1965 في غلاسكو في المملكة المتحدة. شارك مع منتخب اسكتلندا الثانوي لكرة القدم ‏. أما مع النوادي، فقد لعب مع إيبسويتش تاون وريث روفرز وسانت جونستون ونادي آير يونايتد ونادي ألوا أثليتيك ونادي سانت ميرين ونادي غرينوك مورتون ونادي كلايد ونادي كيلمارنوك ونادي هيبرنيان وهاميلتون أكاديميكال.

## وصلات خارجية
- أندي ميلن (لاعب كرة قدم) على موقع قاعدة بيانات كرة القدم.إي يو (الإنجليزية)
- أندي ميلن (لاعب كرة قدم) على موقع Soccerbase.com (لاعب) (الإنجليزية)